# ХБ
«ХБ» — российская юмористическая телевизионная передача производства компании «Comedy Club Production», выходившая на телеканале ТНТ с 19 апреля по 1 ноября 2013 года. Второй сезон вышел 16 августа 2018 года и завершился 19 ноября 2018 года на онлайн-сервисе «Premier».

## Описание
Юмористическая программа, в которой основная сюжетная линия каждой серии разделена на две части: первая — основная на определённую тему, а вторая состоит из различных юмористических скетчей, не связанных между собой. Всего в каждой серии около 15 скетчей.
«ХБ» — это заглавные буквы фамилий главных актёров Гарика Харламова и Тимура Батрутдинова.

## Создание
Гарик Харламов и Тимур Батрутдинов  обратились к Семёну Слепакову и Вячеславу Дусмухаметову с предложением сделать шоу. От момента появления идеи до первых готовых серий прошло полтора года. Харламов заявил, что о создании шоу он мечтал пять лет, а Батрутдинов признался, что запретил своей маме смотреть шоу «ХБ».
Делая «ХБ», мы решили, что не будем ни в чем себя ограничивать, будем делать то, что нравится нам самим. А каким получился результат – мы увидим по реакции зрителей.Гарик Харламов
В целом — да. Это действительно экспериментальная вещь. Это как у нас с Харламовым в Comedy Club бывали странички экспериментального юмора, когда мы не были уверены, как зритель отреагирует.Тимур Батрутдинов

## Приглашённые знаменитости
- Александр Цекало (9 выпуск)
- Гарик Мартиросян (13 выпуск)
- Семён Слепаков (16 выпуск)
- Аскольд и Эдгард Запашные (16 выпуск)
- Павел Воля (21 выпуск)
- Сергей (Сергеич) Кутергин (21 выпуск)